# Joseph-Marius Avy
Joseph-Marius Avy (Marsiglia, 21 settembre 1871 – Parigi, 29 dicembre 1939) è stato un pittore francese.
Dipinse paesaggi, scene di genere, specialmente sull'ambiente elegante parigino, e decorazioni murali. Fu anche un abile illustratore ed un provetto pastellista.

## Biografia
Joseph Marius Jean Avy, detto Marius Avy, nacque a Marsiglia in una famiglia agiata. Suo padre era un uomo d'affari. Dopo i primi studi manifestò il fermo desiderio di intraprendere la via dell'arte, seguendo le proprie inclinazioni. Fu pertanto mandato a Parigi, dove fu allievo di Léon Bonnat e di Albert Maignan. 
Dal 1900 sino al 1933 espose regolarmente al "Salon des artistes français" e, dal 1934 al 1939, anno della sua morte, al "Salon de la Société nationale des beaux-arts".

Nel 1900 vinse il Premio Marie Bashkirtseff, nel 1903 ottenne la medaglia di seconda classe e, nel 1937, il "Diplôme d'honneur".
Fu insignito del titolo di Cavaliere della Legion d'honneur e, dieci anni più tardi, fu promosso Commendatore. Durante il primo conflitto mondiale fu decorato con la Croce di Guerra.
Nel 1909 Avy sposò Germaine Besnard, figlia del pittore Albert Besnard, avendo come testimone alle nozze l'artista Henry Lerolle.

Con l'occasione assistette il suocero nella sistemazione delle tele che decoravano la cupola del Petit Palais. Albert Besnard lo ritrasse in uniforme in un pastello del 1916..
Joseph Marius Avy dipinse sovente paesaggi italiani. Certe sue composizioni di vita mondana, come il Bal en blanc, dipinte con una particolare armonia di colori molto contrastati, possono essere considerate a parte per il loro spiccato dinamismo. Fra le sue decorazioni citiamo la sala dei matrimoni del Municipio di Rotterdam.
Dopo la morte della moglie Germaine, Joseph Avy sposò Clotilde Pregniard, il 12 maggio del '39 all'età di 67 anni, ma nel dicembre del medesimo anno morì nella sua casa di Parigi in rue Boissonade.

## Opere
- Joseph-Marius Avy, Uranie, 1928, Boulogne-Billancourt, musée des Années Trente
- Joseph-Marius Avy, Bal Blanc, 1903, Paris, Petit Palais

## Altri progetti

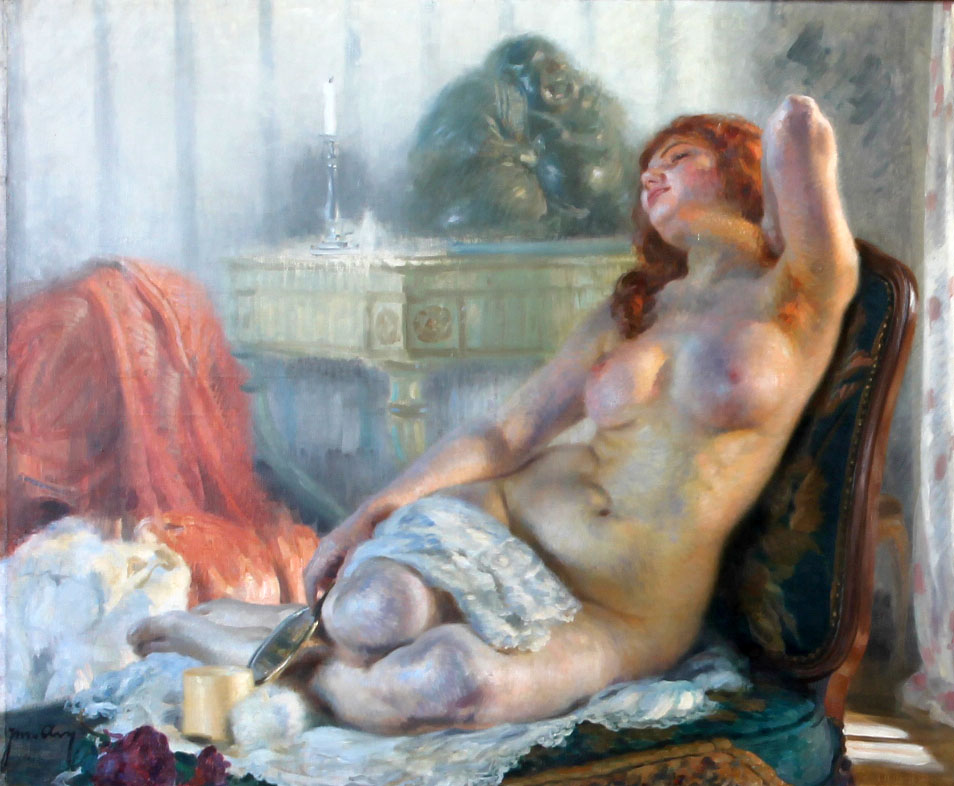
Nudo

## Galleria d'immagini
Il ballo

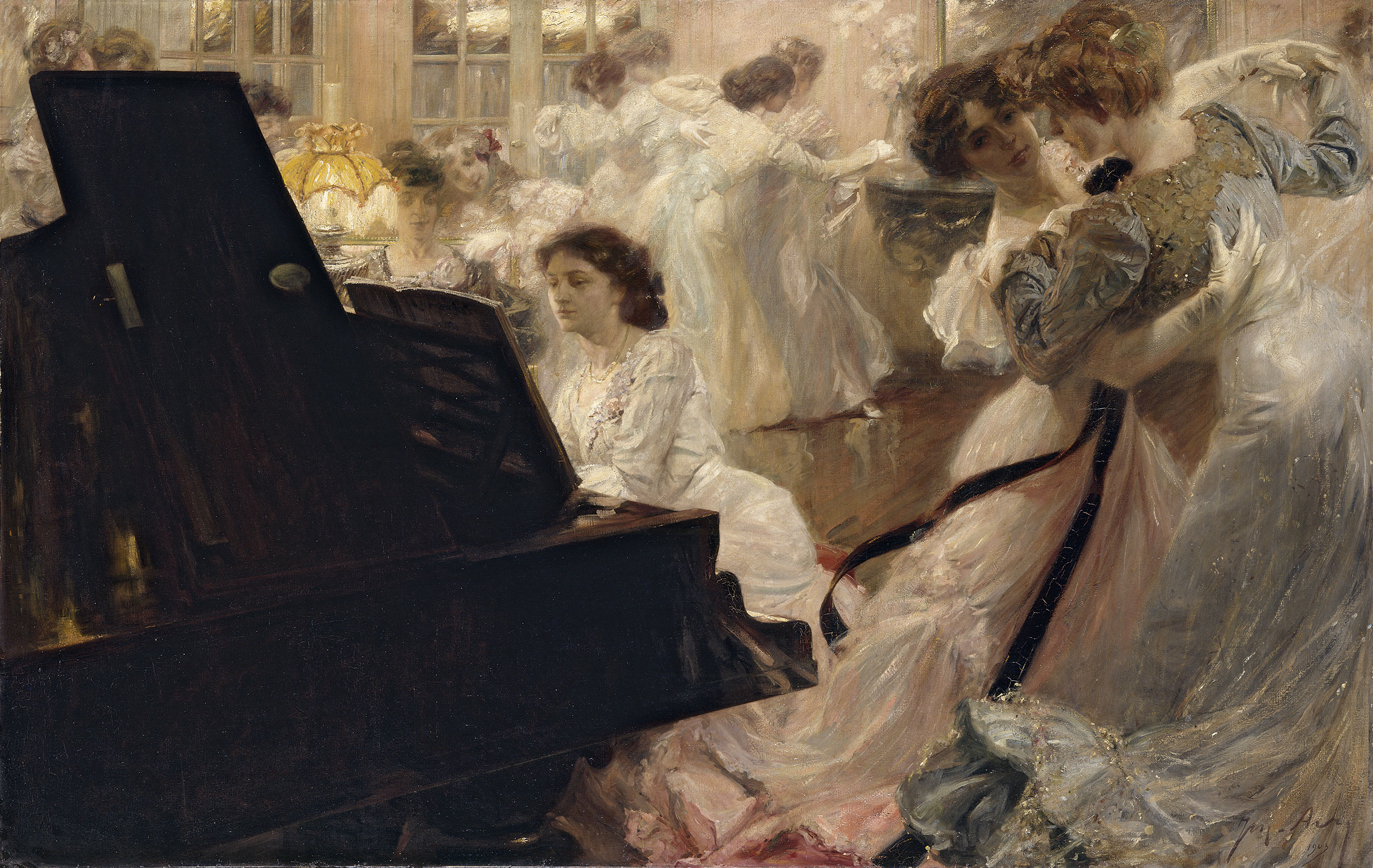
Ballo in bianco
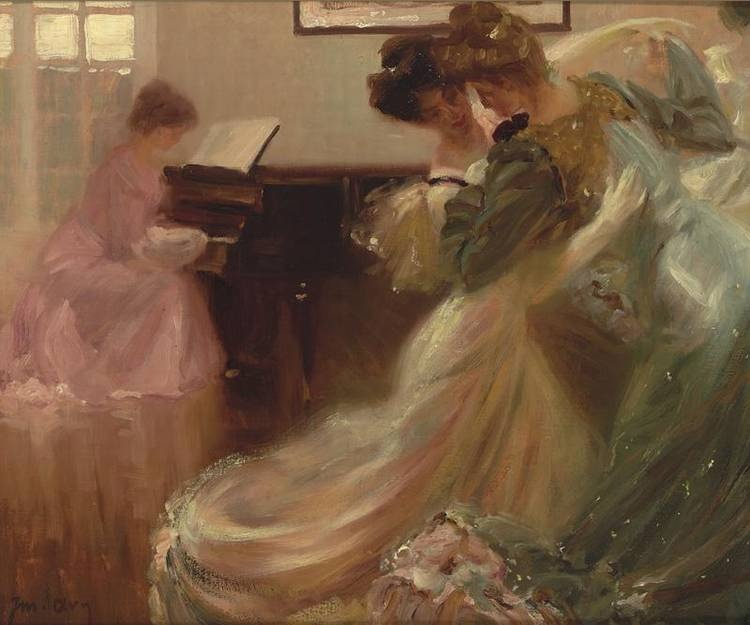
Il Valzer
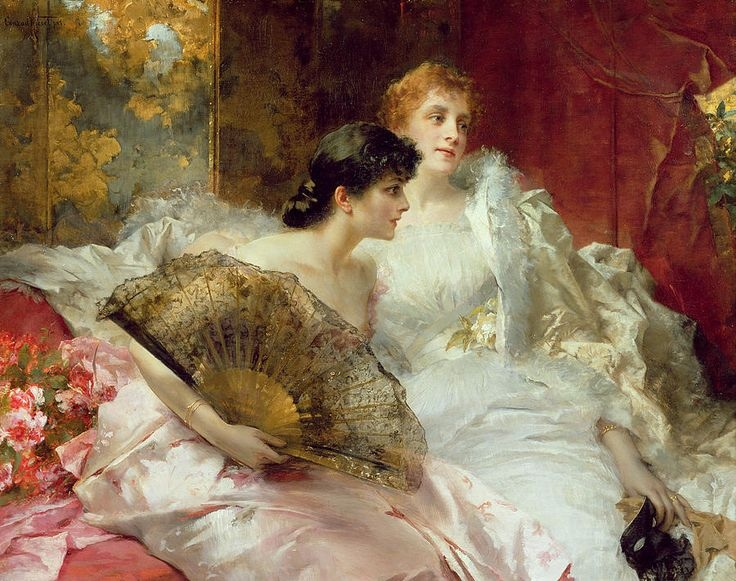
Dopo il ballo

Scene di genere

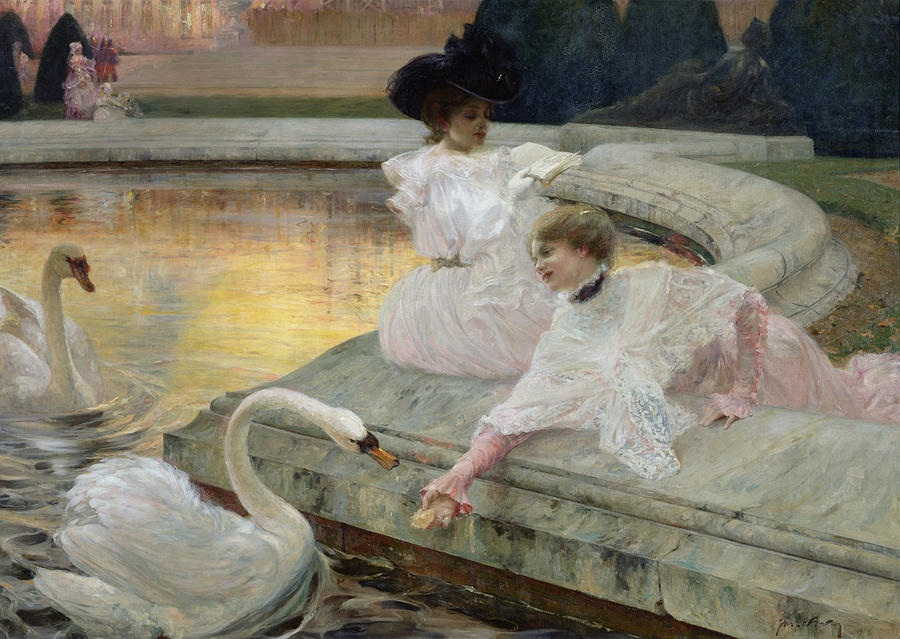
I cigni
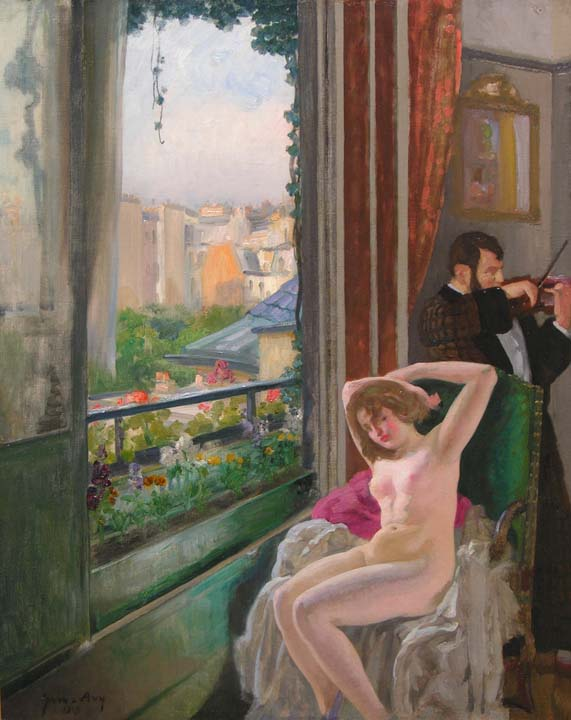
Il riposo della modella
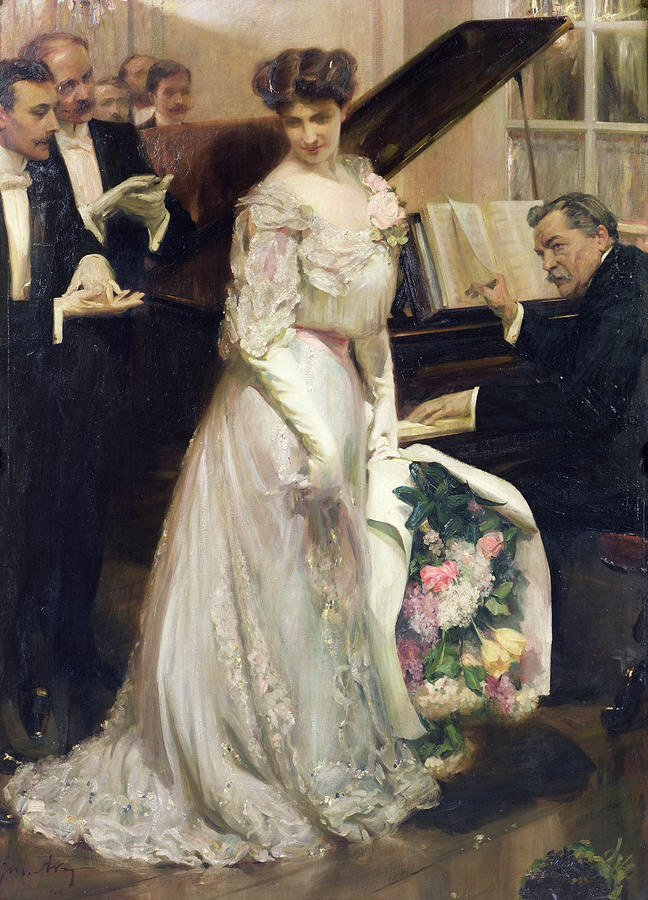
La festeggiata, 1906 Palazzo di belle arti di Lilla
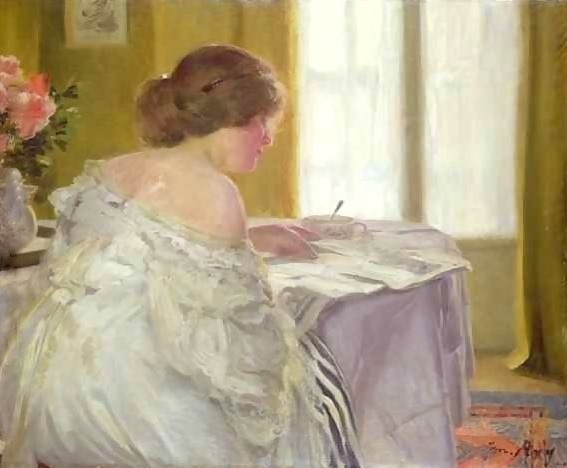
La lettura